# Reggia di Caserta
A Reggia di Caserta (Palácio Real de Caserta) é um palácio barroco situado em Caserta, na região italiana da Campania. O edifício foi encomendado pelo rei Carlos VII para servir de centro administrativo e cortesão do novo Reino de Nápoles, ao mesmo tempo que simbolizava o poder real. O monarca quis dotar a Dinastia Borbon-Duas Sicílias de uma residência à altura do Palácio de Versailles. 
O arquitecto eleito foi Luigi Vanvitelli, em cuja obra predominava o barroco nacionalista, muito próximo do Neoclassicismo. Vanvitelli também tomou a seu cargo o desenho do parque e dos jardins, além de dirigir as obras do palácio. 
Não obstante, Carlos jamais viu o seu projecto finalizado, pois teve que partir de Nápoles para ocupar o trono espanhol por morte do seu irmão, Fernando VI de Espanha. O palácio serviu de residência de Verão para o seu filho Fernando I e dos restantes monarcas do Reino das Duas Sicílias até à incorporação deste ao Reino de Itália. 
O rei Vítor Emanuel III da Itália doou o palácio ao povo italiano em 1919. O edifício, em conjunto com os jardins e o complexo arquitectónico de São Leucio, foram declarados Património da Humanidade pela UNESCO em 1997. Actualmente é um museu aberto ao público. 

## História

### Origens

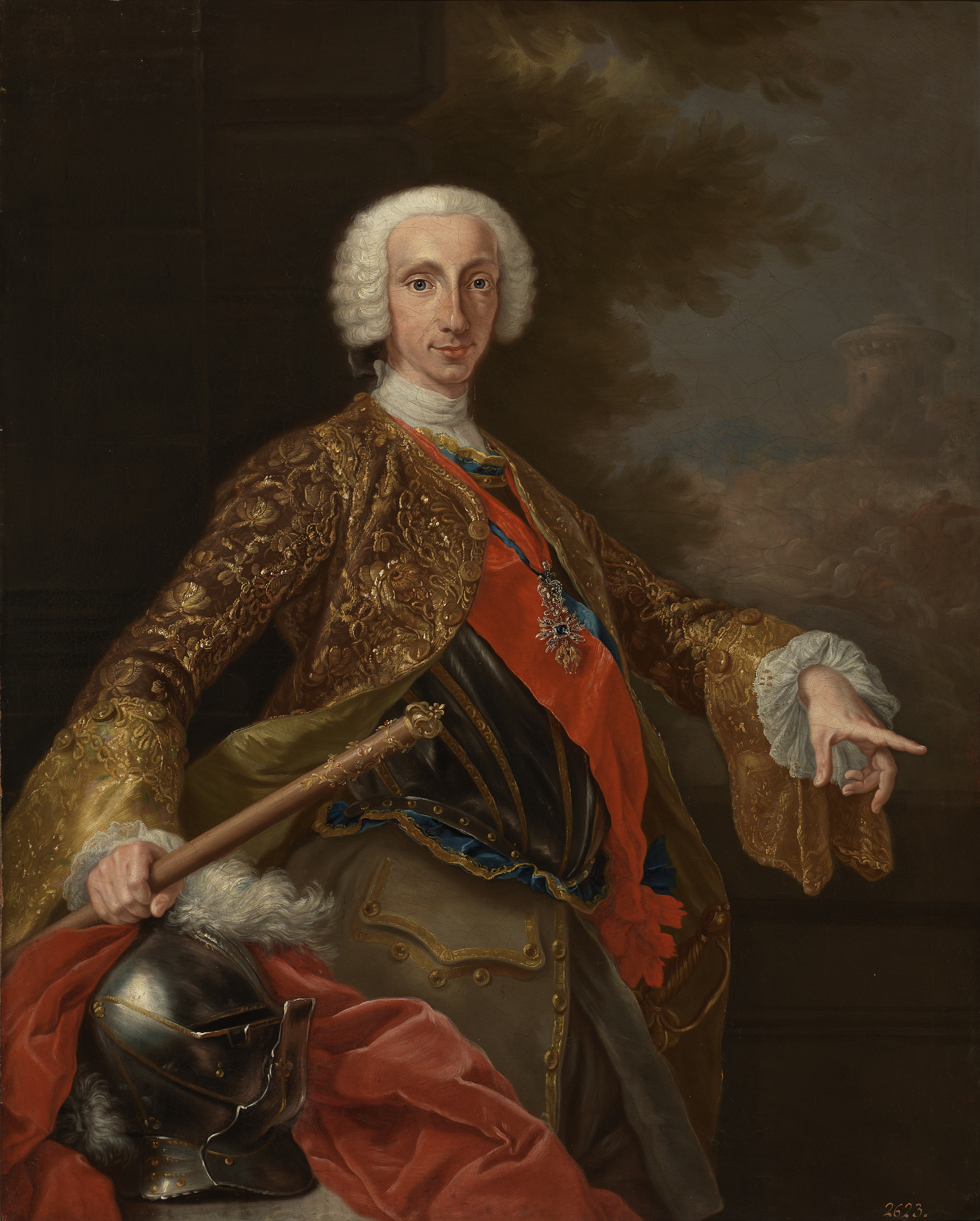
Carlos de Borbon, Infante de Espanha, rei de Nápoles e Sicília, por Giuseppe Bonito. Os direitos dinásticos de Carlos de Boubon sobre os ducados de Parma e Piacenza,Toscana eGuastallalevaram-no a empreender uma campanha militar na península Itálica que culminou com a conquista do citado reino. Como soberano napolitano, ostenta as insígnias da Ordem do Tosão de Ouro e da Ordem de São Gennaro. Déspota ilustrado, quis reformar a obsoleta administração dos seus territórios e tirar poder à nobreza para centralizá-lo na coroa. Um dos seus mais ambiciosos projectos foi a criação de uma cidade ideal em torno do Palácio Real de Caserta.

No ano de 1734, o primeiro Pacto de Família concedeu à Dinastia Borbónica Espanhola os reinos de Nápoles e da Sicília, que haviam estado sob o domínio austríaco desde a Guerra da Sucessão Espanhola. Não obstante, o tratado estipulou que Nápoles e Sicília deviam formar um estado único e independente que não poderia estar sob a soberania da coroa espanhola. 
Carlos de Borbon, terceiro filho de Filipe V de Espanha e da sua segunda mulher, Isabel Farnésio, ocupou o trono como Carlos VII de Nápoles e Sicília. Foi um magnífico monarca ilustrado que empreendeu numerosas reformas administrativas e sociais para a modernização do reino. 
Um dos seus principais projectos foi a criação de uma residência Real que servisse de sede cortesã e governamental do novo reino, seguindo o exemplo do Palácio de Versailles em França. Esta nova capital ficaria situada próximo ao mar, mas não na costa, para evitar a contínua ameaça a que estavam submetidas cidades como Nápoles.
Para localização do futuro palácio foram eleitas as terras de Michelangelo Gaetani d'Aragona, Conde de Caserta, a quem foram compradas por 489.343 ducados. Enquanto se construía o palácio, a casa real instalou-se na antiga residência dos Gaetani, o Palazzo Vecchio (Palácio Velho).

### Projecto
O ambicioso projecto do rei não se limitava à edificação de um palácio, mas visava criar uma nova cidade que tivesse todos os progressos urbanísticos da época e fosse a capital mais avançada de toda a Europa. Muitos nomes de arquitectos foram pensados para receber o singular encargo, como Ferdinando Fuga ou Nicola Salvi, até que finalmente foi tomada a decisão de contratar Luigi Vanvitelli.
Este arquitecto trabalhava em Roma às ordens de Benedicto XIV, que o havia contratado para preparar o Jubileo de 1750. O rei Carlos III fez uma visita aos Estados Pontifícios, com o fim de pedir permissão ao papa para contratar o seu protegido, objetivo que finalmente alcançou. Em 1751, Vanvitelli apresentou o seu projecto ao rei, que ficou grandemente satisfeito. 
O palácio era proposto como um edifício de enormes dimensões (uma superfície de 47.000 metros quadrados) de planta rectangular. Do pavilhão central sairiam quatro galerias à volta de um pátio em forma de praça, uma estrutura utilitária muto semelhante à do Palácio de Versailles. As fachadas apresentariam dois andares principais sobre um primeiro piso de grande altura, sendo desenhadas exteriormente com dois pórticos nos extremos e um ao centro. Deste modo, a estrutura e organização interiores poderiam ser observadas a partir do exterior, ao mesmo tempo que os elementos arquitectónicos respondiam às exigências funcionais do palácio. Além disso, outros quatro pátios foram projectados para iluminar as 1.200 salas que se construiriam, das quais somente 134 seriam destinadas à Família Real.
Disputou-se uma sucessão de planos e espaços concebidos numa perspectiva cénica, que haveria de satisfazer as exigências cerimoniais e administrativas. O palácio deveria albergar um teatro, os gabinetes estatais, uma capela e muitas outras dependências palatinas, pelo que se tornou muito difícil harmonizar o conjunto. Vanvitelli soube alcançar o objectivo do rei, competir com os seus dois palácios favoritos: o francês Palácio de Versailles e o madrileno Palácio do Bom Retiro.

### Construção

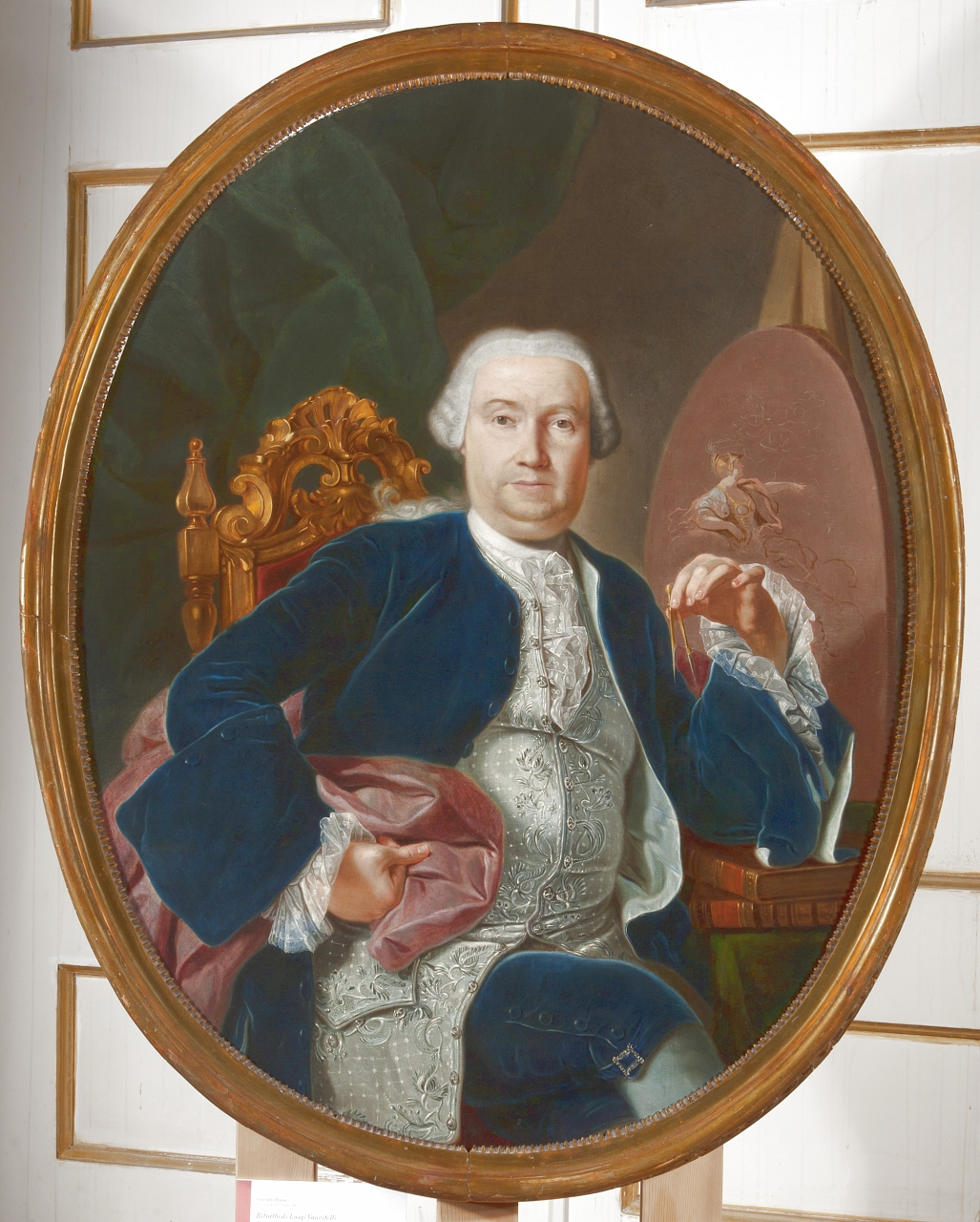
Luigi Vanvitelli, por Giacinto Diano. O arquitecto porta na sua mão direita um compasso, símbolo da sua profissão, apesar de um lenço posterior representar a alegoriada fama trompeteando o seu eterno reconhecimento. Começou por ser protegido pelos papas Clemente XII eBenedicto XIV, para os quais trabalhou intensamente na região de Ancona e realizou alguns encargos na própria Roma; mas mais tarde foi chamado por Carlos VII de Nápoles para converter-se no seu arquitecto oficial.

No dia 20 de janeiro de 1752, coincidindo com o aniversário do rei, foi colocada a primeira pedra no Palácio Real de Caserta. Um enorme cortejo acompanhou o monarca durante a cerimónia, dentro do qual se destacavam a rainha Maria Amália da Saxónia, o primeiro-ministro Tanucci e o núncio apostólico. 
Os trabalhos começaram com grande apoio económico, pelo que avançaram com rapidez. Não obstante, em 1759, o rei teve que partir para Espanha para ocupar o trono deixado vago pela morte do seu irmão, Fernando VI de Espanha, o que provocou uma interrupção nas obras do palácio. Tanucci converteu-se em regente do reino, pois o novo Rei, Fernando de Borbon só contava oito anos de idade, e não mostrou grande interesse no projecto de Caserta. Com efeito, reduziu-se a equipa de trabalhadores para metade e o próprio Vanvitelli chegou a lamentar-se da partida do rei Carlos – "As obras darão um magnífico resultado, mas para que serve? O Rei Católico mostrava-se muito interessado no palácio, agora somos ignorados".
Não obstante, o arquitecto manteve-se entusiasmado com a construção do palácio, apesar do pouco apoio que recebeu por parte do governo da "maligna criatura". Em 1766, apesar de as obras ainda não terem terminado, o embaixador Galiani ficou extasiado perante a beleza da construção, achando-a ainda mais bela que Versailles.
Um ano mais tarde, o Vesúvio entrou em erupção, pelo que o rei Fernando I teve que abandonar a sua residência de Portici e mudar-se para Caserta. Com isso produziu-se um aumento do orçamento das obras e do número de trabalhadores, o que possibilitou a finalização da maior parte do projecto. Em 1773, Vanvitelli morreu, deixando o seu filho Carlo Vanvitelli a cargo do último tramo da construção do palácio, embora o talento artístico deste fosse inferior ao do seu pai.
O palácio que Vanvitelli planeou nunca chegou a ser conseguido, mas as obras foram dadas por terminadas em 1847. O capital investido chegara aos 6.133.547 ducados, pois foram empregues os mais luxuosos materiais: tufo de San Nicola la Strada, travertino de Bellona, cal de San Leucio del Sannio, pozzolana de Bacoli, azulejos de Cápua, ferro de Follonica, mármore cinzento de Mondragón e mármore branco de Carrara. 
A partir de então, o Palácio Real de Caserta seria uma residência habitual dos Soberanos das Duas Sicílias, juntamente com o Palazzo Reale di Napoli e o Reggia di Capodimonte, embora nunca tenha chegado a ser a idílica capital com que havia sonhado o rei Carlos de Bourbon.

### Residência real
O rei Fernando I elegeu o Palácio Real de Caserta como sua residência de Verão, a qual se converteria numa das principais quando teve que abandonar o real sítio favorito, o Reggia di Portici, em consequência da erupção do Vesúvio em 1767. A sua esposa, Maria Carolina de Áustria, encarregou-se da decoração do palácio, pois tinha um gosto refinado que havia sido demonstrado em diversas ocasiões, reunindo uma importante pinacoteca e uma grande colecção de porcelana. 
A proclamação da República Partenopeia, em 1799, tirou o controle do palácio e das restantes propriedades à Casa de Bourbon, embora o regime republicano fosse derrotado nesse mesmo ano com ajuda internacional. O edifício não sofreu grandes danos mas foi saqueado e grande parte do mobiliário desapareceu. No entanto, as peças mais valiosas haviam sido postas a salvo. A Rainha empenhou-se na redecoração dos apartamentos Reais, cujo aspecto se mantém, essencialmente, até à actualidade. 
Em 1806, Napoleão Bonaparte conquistou o Reino de Nápoles e outorgou a coroa ao seu irmão José. A família real fugiu para a Sicília abandonando todas as suas propriedades, que caíram nas mãos do novo rei. Com a Conquista de Espanha, em 1808, José foi enviado para governar aquele país e o seu cunhado Joaquim Murat converteu-se no novo monarca. Murat sentia uma predilecção especial pelo Palácio Real de Caserta e ali mandou instalar apartamentos em Estilo Império. 
Depois do Congresso de Viena de 1815, a monarquia bourbónica foi restaurada no Reino das Duas Sicílias. Em seguida, o palácio serviria como residência de Verão dos reis embora tivesse entrado num estado de decadência. Em 1860, todo o reino foi incorporado no Reino de Itália e o palácio foi utilizado ocasionalmente por alguns membros da Casa de Saboia, como Manuel Filiberto de Saboia, 2º Duque de Aosta, mas acabou sendo doado ao povo italiano por Víctor Emanuel III em 1919. 

### Últimos anos
Os apartamentos reais do palácio foram abertos como museu em 1919, enquanto que o resto das salas acolheram organismos oficiais. No entanto, Benito Mussolini cedeu todo o edifício como sede da Aeronáutica Militar (o equivalente à Força Aérea Portuguesa) que esteve ali instalada entre 1926 e 1943.
No dia 14 de dezembro de 1943, depois da invasão aliada da Itália no contexto da Segunda Guerra Mundial, o palácio converteu-se no quartel-general dos Aliados na península Itálica. Entre as suas paredes foi assinada a rendição incondicional das tropas Nazis de Itália (27 de abril de 1945), mas o palácio havia sofrido grandes danos durante o conflito. 
Depois do fim da guerra, iniciaram-se grandes trabalhos de restauro no palácio e no jardim, especialmente danificado. Os desenhos de buxo e o desenho de algumas fontes tiveram que ser recuperados dos planos originais produzidos por Vanvitelli. As peças mais importantes do mobiliário, a biblioteca e a pinacoteca haviam sido trasladados para outros palácios, pelo que a redecoração foi feita segundo documentos e quadros que descreviam as salas. 
As obras terminaram cerca de 1958 e o museu foi aberto englobando os apartamentos reais, o teatro da corte e os jardins. O resto do espaço foi destinado a diversas associações municipais: A sociedade Storia Patria, a Intendência do Património Cultural de Caserta, a Oficina Regional de Turismo e a Escola Superior de Turismo.
Em 1994, o presidente da República Italiana, Oscar Luigi Scalfaro, ofereceu um jantar aos Chefes de Estados do G7. Três anos mais tarde, o Reggia di Caserta foi declarado Património da Humanidade pela UNESCO, em conjunto com os jardins, o Aqueduto Carolino e o complexo arquitectónico de São Leucio. 

## O palácio
O conjunto palatino ocupa uma superfície de cerca de 47.000 metros quadrados,tem 1200 quartos, 1742 janelas, tendo fachadas principais iguais: uma sobre a Praça de Armas e a outra sobre o majestoso parque. Não obstante, o edifício difere em alguns aspectos do projecto inicial, pois não foi construída a cúpula central nem os torreões nos seus ângulos. Além disso, em lugar da coroação das fachadas com uma balaustrada, havia sido planeada uma longa fileira de estátuas alegóricas alusivas às virtudes do Rei.

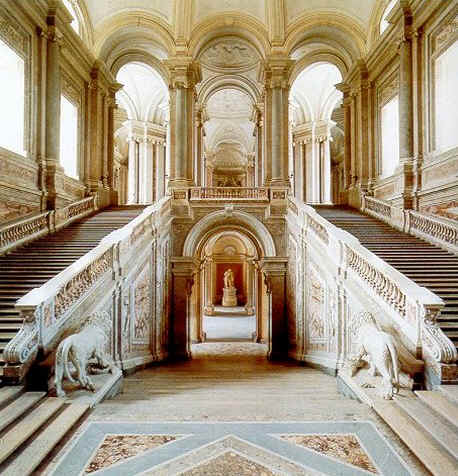
A imponente Escadaria de Honra do palácio, ápice do poder absoluto da monarquía bourbónica de Nápoles. Esta nova dinastia dotaria o reino de una independência que não desfrutava desde os tempos de Frederico IV de Nápoles (1452-1504).

A estrutura do palácio segue rigorosamente os planos de Vanvitelli, uma área rectangular com dois corpos cuja interseção em forma de cruz dá lugar a quatro pátios interiores. A localização das janelas e das colunas é muito precisa, dando a sensação cenográfica tão característica do estilo vanviteliano, para cuja homogeneidade contribuem os pórticos centrais e os situados nos extremos. 

### Vestíbulos e escadaria
Do centro do edifício, rodeado pelos quatro pátios, arrancam quatro galerias e, em ambos os andares, é ocupado por vestíbulos. Ambas são divisões de forma octogonal que representam perfeitamente o Barroco equilibrado que prima no palácio, muito próximo do Neoclassicismo. O vestíbulo inferior consta de oito colunas de ordem dórica que dividem a divisão em oito nichos nos quais foram colocadas esculturas romanas da colecção Farnesio, como o famoso Hércules.
À direita do vestíbulo, para não embotar a perspectiva do parque, encontra-se a escadaria de honra que arranca num só tramo e se divide em dois ao alcançar o primeiro patamar, permitindo contemplar toda a estrutura arquitectónica dos vestíbulos. Os seus 117 degraus e os restantes elementos decorativos (balaustrada, frisos…) estão talhados em mármores de diversas tonalidades. 
O vestíbulo superior reproduz as proporções e o esquema do inferior, embora seja dotado de maior grandiosidade graças ao seu maior tamanho e à grande abóbada de estilo palladiano que o cobre. É de destacar a harmonia e o equilíbrio conseguido por Vanvitelli entre o Barroco e o Neoclassicismo, evitando a sobrecarregada sumptuosidade do primeiro e a repetição de esquemas do segundo. 

### Capela palatina
A capela ocupa uma das quatro alas do palácio que arrancam do vestíbulo superior, com uma estrutura muito semelhante à do Palácio de Versailles, pois devia adaptar-se às exigências do cerimonial da Corte. tem a mesma forma de uma galeria, rematada por uma abside semicircular e flanqueada por uma colunata de mármore. 
Está consagrada à Imaculada Conceição, como representa o único quadro que adorna o singelo altar, obra de Francesco Solimena. Foi inaugurada na Missa do Galo de 1784, em presença do rei e de toda a Corte. 

### Apartamentos Reais

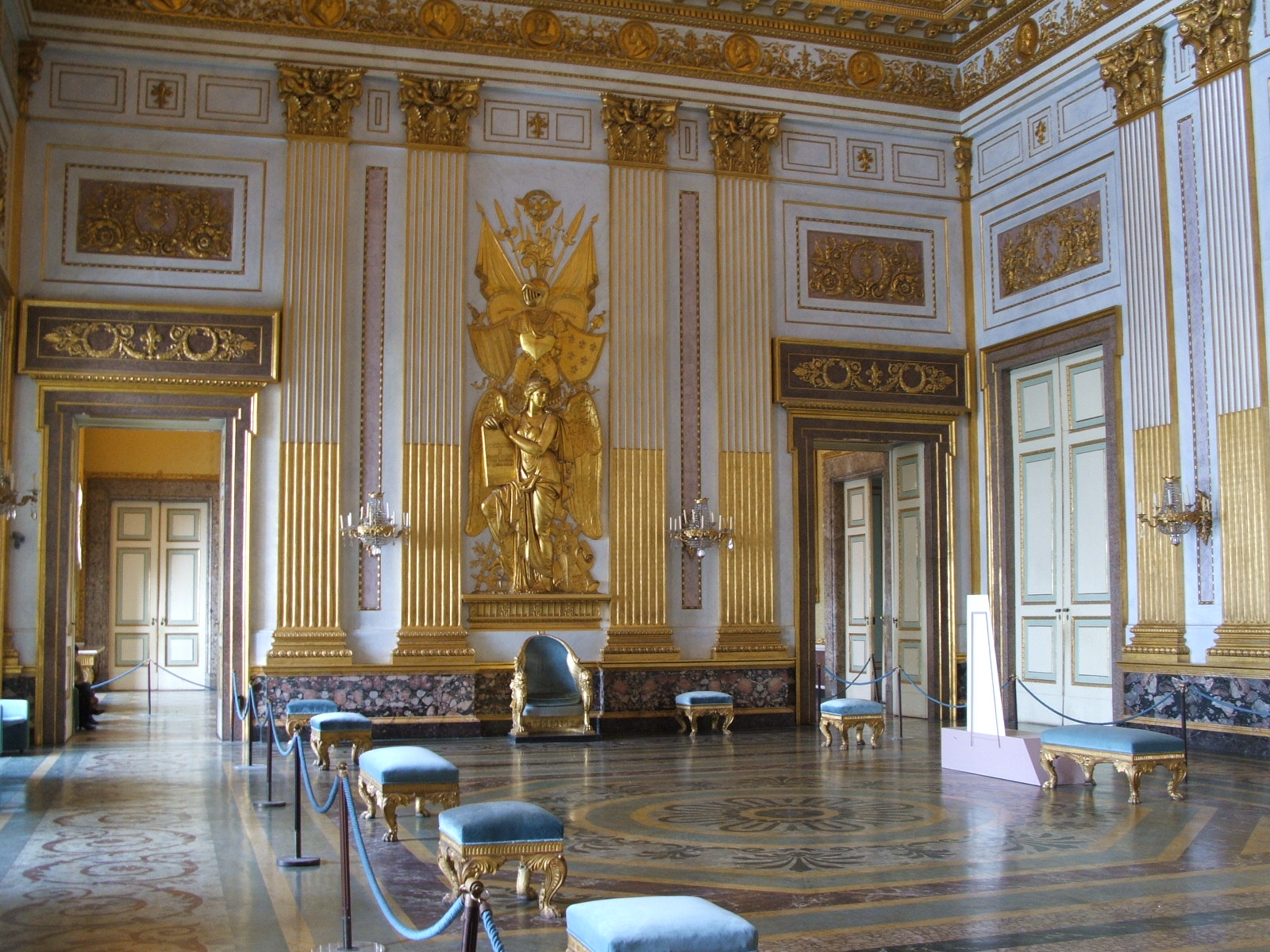
A Sala do Trono.

Os apartamentos Reais eram os aposentos destinados à família real, os quais ocupavam a maior parte do piano nobile (andar nobre) do palácio. Estas salas não têm um interesse especial pela sua arquitectura, mas sim pela sua decoração e mobiliário que permanecem como na época em que eram habitadas pelos reis. Na maioria das salas predomina o Estilo Império, mas um conjunto de quartos, conhecido como Appartamento vecchio (Apartamento Velho), mantém um aspecto tipicamente rococó. 
A maioria do espaço é ocupada pelos salões do novecentistas de grande tamanho, cujas paredes estão cobertas de painéis decorativos em diversos minerais e molduras banhadas a ouro. Estas salas, geralmente rectangulares, têm enormes proporções e estão decoradas com escassos móveis e quadros, o que amplia as suas imponentes dimensões. A Sala dos Alabardeiros, o Salão de Alexandre (Alexandre Farnesio), a Sala da Guarda, o Grande Salão de Marte e o Grande Salão de Astreia formam parte deste conjunto.

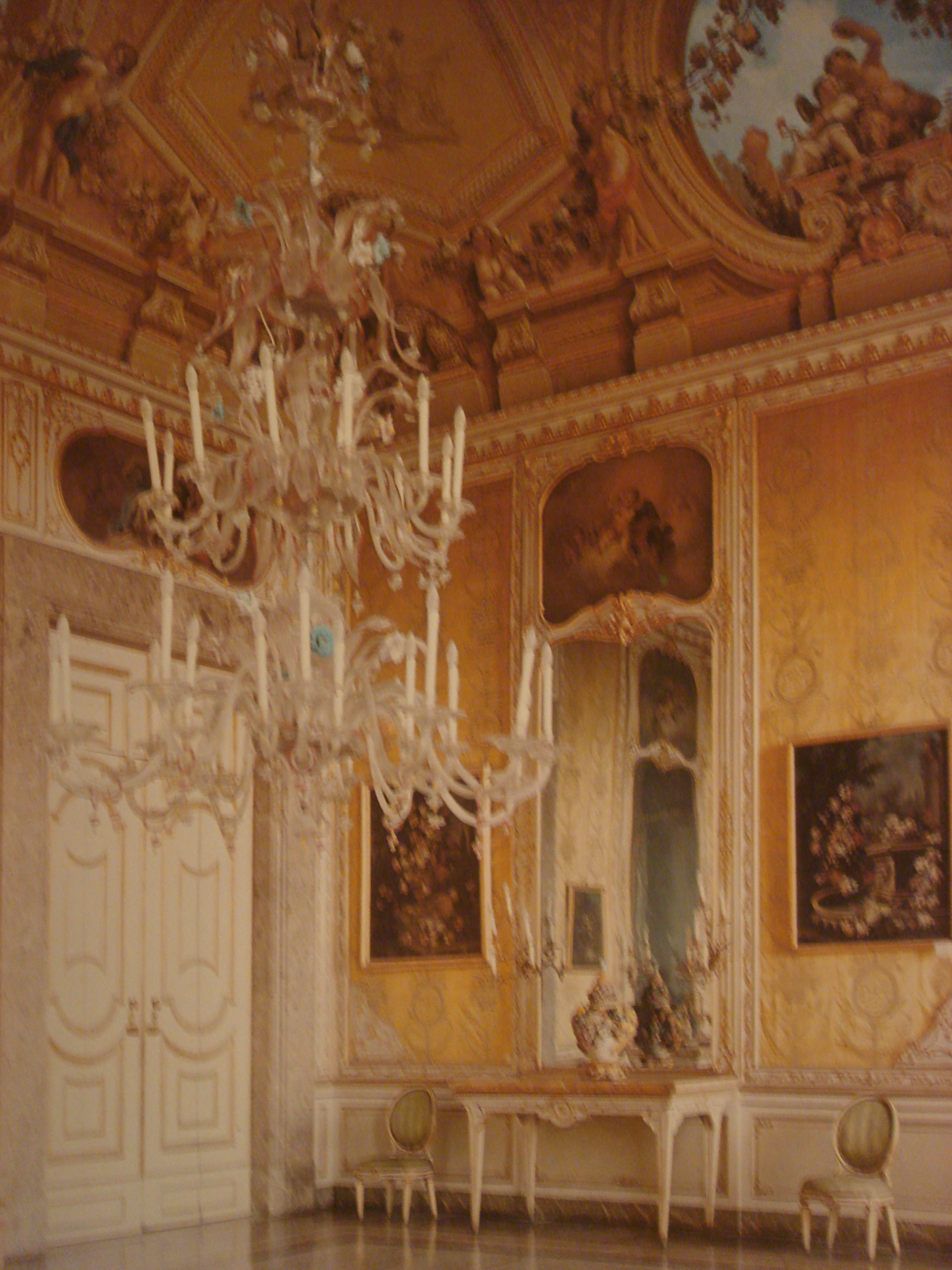
A Sala do Outono é um dos melhores exemplos de decoração rococó dentro do palácio. As paredes estão cobertas com diferentes sedas e no tecto estão pintados típicos afrescos oitocentistas. O candelabro de Murano e o jarrão de Meissen põem em evidência o refinado gosto da rainha.

Não obstante, a mais bela e destacada das salas deste grupo é o salão do trono, que representa perfeitamente o protótipo de Palácio Real da época. Esta sala deveria ostentar todo o fausto e riqueza da Casa de Bourbon, como reflectem os seus profusos estuques dourados, as suas mármores e as suas abundantes molduras: elementos que representam as armas do Reino de Nápoles e as virtudes do monarca, retratado como um dos mais destacados reis. 
Seguindo o estilo decorativo das salas anteriores, o appartamento nuovo (apartamento novo) consiste numa série de salas destinadas a albergar o lar da família real. Devido à sua função, têm um tamanho menor, as molduras e painéis decorativos são substituídos por frescos de estilo pompeiano e não estão mobiliadas de uma maneira tão ligeira.. Entre estas encontra-se o dormitório de Francisco II, o gabinete de despacho e o dormitório de Murat, o quarto de banho real e a sala do conselho real. 
O conjunto de quartos rococó anteriormente mencionado caracteriza-se pelo seu reduzido tamanho, pelas suas abóbadas pintadas com afrescos e pela abundância de quadros e espelhos que cobrem as suas paredes, criando uma atmosfera muito diferente do resto do palácio. Além disso, contém uma importante colecção de porcelana oitocentista reunida pela rainha Maria Carolina. As salas da Primavera, do Outono, do Inverno e do Verão, o dormitório e o gabinete de despacho de Fernando II e o apartamento da rainha são os exemplos mais notáveis. 
A biblioteca palatina, que pode incluir-se no citado appartamento vecchio, é composta por uma série de salas que guardam um importante arquivo referente ao Reino das Duas Sicílias. Além das suas colecções, destaca-se pela beleza dos móveis que possui e por um enorme presépio napolitano que apresenta grande semelhança com o que se conserva no Palácio Real de Madrid.

### Teatro da corte
O teatro do palácio foi, ele próprio, idealizado por Vanvitelli e mantém enormes semelhanças com o Teatro de São Carlos de Nápoles. O seu tamanho reduzido confere-lhe uma notável harmonia. Consta de cinco galerias, um camarote real e uma plateia, que acolhiam durante as representações os nobres mais ilustres, a família real e aos cortesãos de menor estatuto, respectivamente. 
O seu interior está decorado com damasco azul e singelas estruturas douradas, distanciando-se muito dos sumptuosos teatros europeus que empregavam veludo encarnado e profusas estruturas banhadas a ouro. O palco é muito pequeno, mas na sua época contava com a mais avançada tecnologia, pois a sua parte traseira podia abrir-se ao parque criando um fundo natural. A primeira representação foi a ópera L'incoronazione di Poppea ("A Coroação de Pompeia") de Monteverdi, no dia 5 de maio de 1769, mas o teatro ficou praticamente inactivo a partir do reinado de Fernando IV.

## O parque

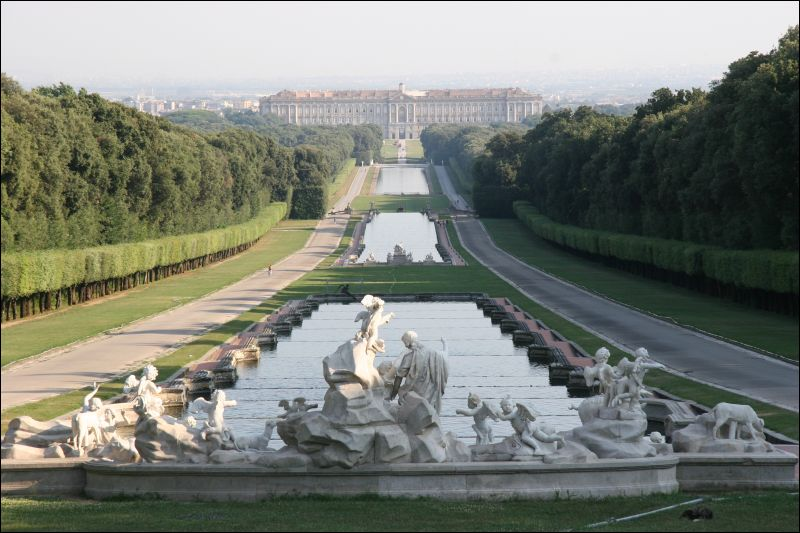
Fachada Norte do palácio e passeggio (passeio) monumental do parque, ambos fruto do genial desenho de Vanvitelli. O arquitecto concebia-os como elementos de igual importância, necessários na mesma medida para criar o majestoso efeito que havia projectado - a figura dominante do palácio fica ampliada graças à perspectiva cénica que lhe dão os jardins escalonados.

O parque da Reggia di Caserta é um dos jardins Reais mais belos e grande da Europa, tem uma extensão de 12 milhões de metros quadrados: rivalizando com os do Château de Versailles, do Palácio Real de Aranjuez ou de Peterhof. Não se destacam somente pelo seu desenho paisagístico, realizado pelo próprio Vanvitelli, nem pela qualidade das suas esculturas, mas também por serem o marco perfeito para o real sítio. O edifício fica engrandecido, mostra-se imponente e o seu domínio arquitectónico expande-se por um espaço muito maior graças a este cenário. 
Vanvitelli decidiu introduzir dois tipos de jardim no parque do palácio: um italiano que rodeasse o edifício e um passeggio (passeio) monumental com numerosas fontes, seguindo o modelo francês. Para aproveitar a água dos montes, projectou-se uma sequência de fontes nas suas ladeiras que chegasse até ao palácio, reservando o resto do espaço para o jardim de parterre. 

### Jardim italiano
O jardim à italiana ocupa o espaço imediatamente posterior ao palácio. Este fragmento do parque tem um desenho paisagístico muito semelhante aos jardins do Palácio Pitti em Florença (Jardins do Bóboli), com uma estrutura geométrica baseada em caminhos e desenhos de buxo. As espécies botânicas são as típicas da flora autóctone da Itália meridional que, devido ao descuido que sofreram no último século, aumentaram a sua densidade fazendo desaparecer parte do desenho original. 
Nesta zona, também conhecida como o velho bosque, abundam pequenas construções de recreio, como pavilhões ou casinhas, que serviam para amenizar as jornadas que a Corte passava no jardim. Conta, ainda, com um grande tanque onde se criavam os peixes para o consumo do palácio. Apesar da bela arquitectura destas edificações e da antiguidade das suas árvores, é a parte menos valorizada do parque.

### Passeio

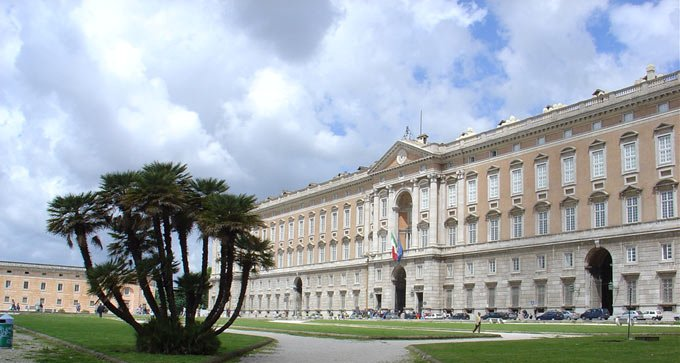
Fachada principal do Palácio Real de Caserta

O passeggio (passeio) representa perfeitamente o estilo paisagístico monumental do século XVIII e realça a função cenográfica do parque. É um caminho com mais de 3 quilómetros de comprimento que recorre à ladeira de um dos montes circundantes, aproveitando a sua inclinação para criar um complicado conjunto de fontes e cascatas. Aqui, Vanvitelli teve que pôr em prática a sua faceta de engenheiro, tendo contado com a ajuda do experimentado Francesco Collicini.
Muito próximo do alto do monte, a água trazida pelo aqueduto carolino começa a sua descida através da grande cascata cuja acentuada verticalidade faz com que alcance uma grande velocidade, o que lhe permitirá continuar o seu percurso. A partir daqui, sucedem-se muitas fontes com grandes grupos escultóricos e vertiginosos jogos de água. Entre elas destacam-se: 
- a fonte dos delfins
- a fonte de Vénus e Adônis
- a fonte de Eolo
- a fonte de Ceres
- a fonte de Diana e Acteon

A fachada posterior do palácio está voltada sobre o passeggio, de modo que a maioria dos quartos tinha vista para a bela sucessão descendente de fontes. A torrente de água chega ao jardim italiano com muito menos pressão, mas serve para alimentar as suas numerosas bicas. O génio de Vanvitelli está especialmente presente nesta obra, em perfeita sintonia com o edifício. Não obstante, foi o seu filho Carlo quem se encarregou de executar os planos com a participação de numerosos escultores. 

### Jardim inglês

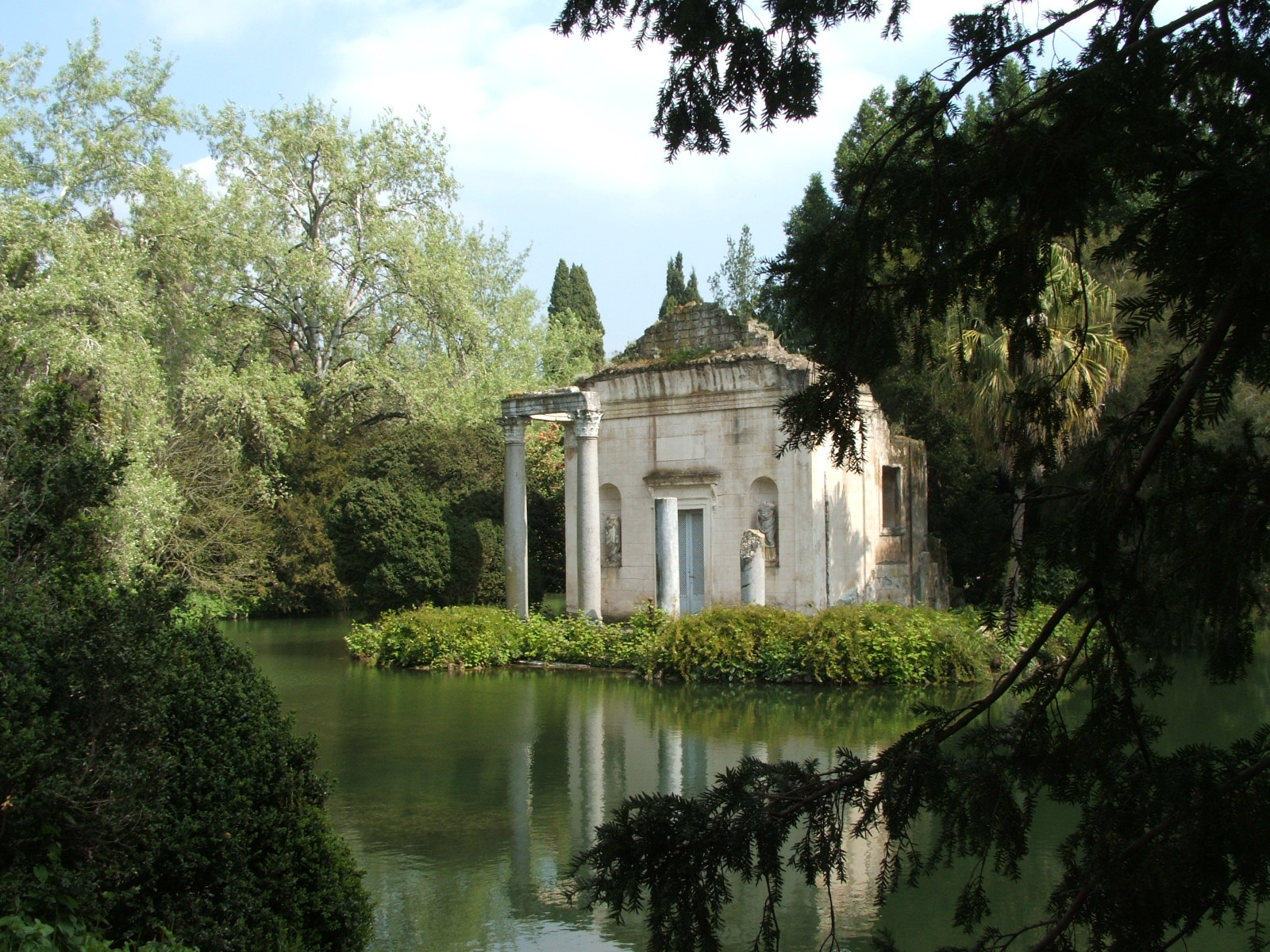
O templo de jardim à inglesa foi construído utilizando restos achados nas escavações de Pompeia, que se fundem perfeitamente com o seu ambiente natural. A rainha Maria Carolina implantou o gosto pela natureza na Corte, tal como havia feito a sua irmã Maria Antonieta no Palácio de Versailles.

Este jardim não foi desenhado por Vanvitelli, pois a rainha Maria Carolina encomendou-o pouco depois da morte do arquitecto. De novo, foi o seu filho Carlo quem se encarregou do projecto, assistido pelo botânico inglês John Graefer, pupilo de Sir Joseph Banks. Situado na parte oriental do parque, reúne nos seus 2.500 metros quadrados uma grande variedade de espécies exóticas que, no entanto, se aclimataram muito bem às suaves condições meteorológicas napolitanas.
De um estilo completamente diferente do resto, o jardim inglês insere-se perfeitamente no conjunto do parque. Há vários lagos artificiais, um riacho e as plantas crescem em aparente liberdade entremeadas com estátuas, o que cria um efeito evocador muito ao gosto romântico. Aqui não se procura criar um belo cenário com plantas e fontes, mas sim aproximar-se o mais possível de um estado natural, como um bosque no qual se ocultam pavilhões e estátuas.

## Curiosidades
- No palácio rodaram-se numerosas cenas dos filmes A Ameaça Fantasma e O Ataque dos Clones, de George Lucas. Nos filmes identifica-se com o Palácio Real de Theed, capital de Naboo, onde reside a Padmé Amidala e se desenrola grande parte da trama.[47][48]
- J. J. Abrams elegeu este monumento para que aparecesse no seu filme Missão Impossível III, simulando ser a Cidade do Vaticano. As cenas gravaram-se não só em salas do interior como também nos pátios, na sequência em que explode o Lamborghini.[49]
- Após a anexação do Reino das Duas Sicílias em 1861, alguns funcionários piemonteses procederam à catalogação dos objetos presentes no Palácio Real de Caserta, incluindo um objeto não identificado. O oficial Savoy escreveu em suas notas o seguinte: "Estranho objeto desconhecido em forma de violão". Eles não sabiam que era o bidê.